# Johann Conrad Weißhaupt
Johann Conrad Weißhaupt (* 8. Februar 1659 in Seebergen; † 6. April 1727) aus Seebergen bei Gotha war ein deutscher Orgelbauer.

## Leben und Werk
Biografisch ist wenig von Weißhaupt überliefert. 1682 heiratete er in Wechmar. Aus der Ehe gingen mindestens zwei Söhne hervor, die den väterlichen Beruf übernahmen. Georg Friedrich (* um 1683; † 1739) erlangte 1711 das Orgelbauerprivileg in Idstein, während Johann (Ernst) Weißhaupt (* um 1691; beerdigt 19. März 1745) auch in Seebergen lebte. Von einem (Johann) Nicolaus Weißhaupt aus Egstedt sind weder die verwandtschaftlichen Beziehungen noch die Lebensdaten bekannt.
Johann Conrad Weißhaupt war ein Schüler des Orgelbauers Sebastian Wietschel, der ebenfalls aus Seebergen stammte, und wurde später dessen Nachfolger.  Überliefert ist Weißhaupts 1679 erstelltes Gutachten über die Orgel in der Michaeliskirche Ohrdruf von Caspar Lehmann, dessen Geselle er zu dieser Zeit war. Als Lehmann starb, vollendete Weißhaupt das Werk. 1707/1708 führte er den Umbau der Orgel der Schlosskirche in Weimar durch, die 1657/1658 von Ludwig Compenius gebaut worden war. Johann Sebastian Bach schrieb für dieses Instrument zahlreiche Werke. Zwischen 1679 und 1712 ist er als Orgelbauer nachweisbar. Heute sind nur noch die beiden Orgeln in Berge (Neu-Eichenberg) (1698) und Buttelstedt (1704) in umgebauter Form erhalten.
Johann Michael Gutjahr aus Gräfenroda war ein Schüler Weißhaupts, heiratete 1726 eine von dessen Töchtern und übernahm Weißhaupts Werkstatt.

## Werkliste
| Jahr      | Ort                         | Gebäude                                    | Bild | Manuale | Register | Bemerkungen |
| --------- | --------------------------- | ------------------------------------------ | ---- | ------- | -------- | --- |
| nach 1679 | Ohrdruf                     | Michaeliskirche                            |      | II/P    | 19       | Vollendung der Orgel von Caspar Lehmann (1679); nicht erhalten                                                           |
| 1698      | Berge (Neu-Eichenberg)      | Evangelische Kirche                        |      |         |          | Neubau; 1976 umgebaut |
| um 1700   | Tüngeda                     | Jesuskirche                                |      |         |          | Neubau; nicht erhalten                                                                                                   |
| 1704      | Buttelstedt                 | Stadtpfarrkirche Sankt Nikolaus            |      | II/P    | 21       | Neubau, mehrfach umgebaut, heute hinter Prospekt von Carl Friedrich Peternell (1858, Foto); Register weitgehend erhalten |
| 1708      | Oberweißbach/Thüringer Wald | Hoffnungskirche                            |      |         |          | Neubau; 1785 ersetzt |
| 1707/1708 | Weimar                      | „Himmelsburg“ (Kapelle des Stadtschlosses) |      | II/P    | ca. 20   | Umbau der Orgel von Ludwig Compenius (1657–1658); 1774 verbrannt                                                         |
| 1712      | Stadtilm                    | St. Marien                                 |      | II/P    | 22       | Neubau; nicht erhalten                                                                                                   |